# Tetraommatus callidioides
Tetraommatus callidioides är en skalbaggsart som först beskrevs av Francis Polkinghorne Pascoe 1857.  Tetraommatus callidioides ingår i släktet Tetraommatus och familjen långhorningar. Inga underarter finns listade i Catalogue of Life.